# Premi Oscar 2020
La 92ª edizione dei premi Oscar si è tenuta al Dolby Theatre di Los Angeles il 9 febbraio 2020.
Così come l'edizione precedente, la cerimonia non ha avuto un presentatore ufficiale ed è stata trasmessa in diretta negli Stati Uniti da ABC. A partire da questa edizione, il premio per il miglior film in lingua straniera viene rinominato Premio Oscar al miglior film internazionale e quello per il miglior trucco e acconciatura passa da tre candidati a cinque.
Le candidature sono state annunciate il 13 gennaio 2020 dagli attori John Cho e Issa Rae al Samuel Goldwyn Theater di Beverly Hills. Il film con più candidature è stato Joker, con undici. Il film più premiato è stato Parasite che, con quattro vittorie tra cui quella per il miglior film, è il primo film in lingua non inglese ad aggiudicarsi il premio.

## Vincitori e candidati
Vengono di seguito indicati in grassetto i vincitori. Ove ricorrente e disponibile, viene indicato il titolo in lingua italiana e quello in lingua originale tra parentesi.

### Miglior film
- Parasite (Gisaengchung), regia di Bong Joon-ho
- 1917, regia di Sam Mendes
- C'era una volta a... Hollywood (Once Upon a Time... in Hollywood), regia di Quentin Tarantino
- The Irishman, regia di Martin Scorsese
- Jojo Rabbit, regia di Taika Waititi
- Joker, regia di Todd Phillips
- Le Mans '66 - La grande sfida (Ford v Ferrari), regia di James Mangold
- Piccole donne (Little Women), regia di Greta Gerwig
- Storia di un matrimonio (Marriage Story), regia di Noah Baumbach

### Migliore regia
- Bong Joon-ho - Parasite (Gisaengchung)
- Sam Mendes - 1917
- Todd Phillips - Joker
- Martin Scorsese - The Irishman
- Quentin Tarantino - C'era una volta a... Hollywood (Once Upon a Time... in Hollywood)

### Migliore attore protagonista
- Joaquin Phoenix - Joker
- Antonio Banderas - Dolor y gloria
- Leonardo DiCaprio - C'era una volta a... Hollywood (Once Upon a Time... in Hollywood)
- Adam Driver - Storia di un matrimonio (Marriage Story)
- Jonathan Pryce - I due papi (The Two Popes)

### Migliore attrice protagonista
- Renée Zellweger - Judy
- Cynthia Erivo - Harriet
- Scarlett Johansson - Storia di un matrimonio (Marriage Story)
- Saoirse Ronan - Piccole donne (Little Women)
- Charlize Theron - Bombshell - La voce dello scandalo (Bombshell)

### Migliore attore non protagonista
- Brad Pitt - C'era una volta a... Hollywood (Once Upon a Time... in Hollywood)
- Tom Hanks - Un amico straordinario (A Beautiful Day in the Neighborhood)
- Anthony Hopkins - I due papi (The Two Popes)
- Al Pacino - The Irishman
- Joe Pesci - The Irishman

### Migliore attrice non protagonista
- Laura Dern - Storia di un matrimonio (Marriage Story)
- Kathy Bates - Richard Jewell
- Scarlett Johansson - Jojo Rabbit
- Florence Pugh - Piccole donne (Little Women)
- Margot Robbie - Bombshell - La voce dello scandalo (Bombshell)

### Migliore sceneggiatura non originale
- Taika Waititi - Jojo Rabbit
- Greta Gerwig - Piccole donne (Little Women)
- Anthony McCarten - I due papi (The Two Popes)
- Todd Phillips e Scott Silver - Joker
- Steven Zaillian - The Irishman

### Migliore sceneggiatura originale
- Bong Joon-ho e Han Ji-won - Parasite (Gisaengchung)
- Noah Baumbach - Storia di un matrimonio (Marriage Story)
- Rian Johnson - Cena con delitto - Knives Out (Knives Out)
- Sam Mendes e Krysty Wilson-Cairns - 1917
- Quentin Tarantino - C'era una volta a... Hollywood (Once Upon a Time... in Hollywood)

### Miglior film internazionale
- Parasite (Gisaengchung), regia di Bong Joon-ho (Corea del Sud)
- Corpus Christi (Boże Ciało), regia di Jan Komasa (Polonia)
- Dolor y gloria, regia di Pedro Almodóvar (Spagna)
- Honeyland (Medena zemja), regia di Tamara Kotevska e Ljubomir Stefanov (Macedonia del Nord)
- I miserabili (Les Misérables), regia di Ladj Ly (Francia)

### Miglior film d'animazione
- Toy Story 4, regia di Josh Cooley
- Dov'è il mio corpo? (J'ai perdu mon corps), regia di Jérémy Clapin
- Dragon Trainer - Il mondo nascosto (How to Train Your Dragon: The Hidden World), regia di Dean DeBlois
- Klaus - I segreti del Natale (Klaus), regia di Sergio Pablos
- Mister Link (Missing Link), regia di Chris Butler

### Migliore fotografia
- Roger Deakins - 1917
- Jarin Blaschke - The Lighthouse
- Rodrigo Prieto - The Irishman
- Robert Richardson - C'era una volta a... Hollywood (Once Upon a Time... in Hollywood)
- Lawrence Sher - Joker

### Migliore scenografia
- Barbara Ling e Nancy Haigh - C'era una volta a... Hollywood (Once Upon a Time... in Hollywood)
- Dennis Gassner e Lee Sandales - 1917
- Lee Ha-jun e Cho Won-woo - Parasite (Gisaengchung)
- Bob Shaw e Regina Graves - The Irishman
- Ra Vincent e Nora Sopková - Jojo Rabbit

### Migliori costumi
- Jacqueline Durran – Piccole donne (Little Women)
- Mark Bridges – Joker
- Arianne Phillips – C'era una volta a... Hollywood (Once Upon a Time... in Hollywood)
- Sandy Powell e Christopher Peterson – The Irishman
- Mayes C. Rubeo – Jojo Rabbit

### Miglior trucco e acconciatura
- Vivian Baker, Anne Morgan e Kazuhiro Tsuji - Bombshell - La voce dello scandalo (Bombshell)
- Rebecca Cole, Naomi Donne e Tristan Versluis - 1917
- Kay Georgiou e Nicki Ledermann - Joker
- Paul Gooch, Arjen Tuiten e David White - Maleficent - Signora del male (Maleficent: Mistress of Evil)
- Jeremy Woodhead - Judy

### Migliori effetti speciali
- Greg Butler, Dominic Tuohy e Guillaume Rocheron - 1917
- Matt Aitken, Dan DeLeeuw, Russell Earl e Daniel Sudick - Avengers: Endgame
- Leandro Estebecorena, Nelson Sepulveda-Fauser e Stephane Grabli e Pablo Helman - The Irishman
- Roger Guyett, Neal Scanlan, Patrick Tubach e Dominic Tuohy – Star Wars - L'ascesa di Skywalker (Star Wars: The Rise of Skywalker)
- Andrew R. Jones, Robert Legato, Elliot Newman e Adam Valdez - Il re leone (The Lion King)

### Miglior montaggio
- Andrew Buckland e Michael McCusker - Le Mans '66 - La grande sfida (Ford v Ferrari)
- Tom Eagles - Jojo Rabbit
- Jeff Groth - Joker
- Thelma Schoonmaker - The Irishman
- Yang Jin-mo - Parasite (Gisaengchung)

### Miglior sonoro
- Mark Taylor e Stuart Wilson - 1917
- David Giammarco, Paul Massey e Steven A. Morrow - Le Mans '66 - La grande sfida (Ford v Ferrari)
- Tom Johnson, Gary Rydstrom e Mark Ulano - Ad Astra
- Todd Maitland, Tom Ozanich e Dean Zupancic - Joker
- Christian P. Minkler, Michael Minkler e Mark Ulano - C'era una volta a... Hollywood (Once Upon a Time... in Hollywood)

### Miglior montaggio sonoro
- Donald Sylvester - Le Mans '66 - La grande sfida (Ford v Ferrari)
- David Acord e Matthew Wood - Star Wars - L'ascesa di Skywalker (Star Wars: The Rise of Skywalker)
- Alan Robert Murray - Joker
- Wylie Stateman - C'era una volta a... Hollywood (Once Upon a Time... in Hollywood)
- Oliver Tarney e Rachael Tate - 1917

### Migliore colonna sonora
- Hildur Guðnadóttir – Joker
- Alexandre Desplat – Piccole donne (Little Women)
- Randy Newman – Storia di un matrimonio (Marriage Story)
- Thomas Newman – 1917
- John Williams – Star Wars - L'ascesa di Skywalker (Star Wars: The Rise of Skywalker)

### Migliore canzone
- (I'm Gonna) Love Me Again (Elton John, Bernie Taupin) - Rocketman
- I Can’t Let You Throw Yourself Away (Randy Newman) - Toy Story 4
- I'm Standing With You (Diane Warren) - Atto di fede (Breakthrough)
- Into the Unknown (Kristen Anderson-Lopez e Robert Lopez) - Frozen II - Il segreto di Arendelle (Frozen II)
- Stand Up (Joshuah Brian Campbell, Cynthia Erivo) - Harriet

### Miglior documentario
- Made in USA - Una fabbrica in Ohio (American Factory), regia di Steven Bognar e Julia Reichert
- Alla mia piccola Sama (For Sama), regia di Waad al-Kateab ed Edward Watts
- The Cave - L'ospedale nel bunker (The Cave), regia di Feras Fayyad
- Edge of Democracy - Democrazia al limite (Democracia em vertigem), regia di Petra Costa
- Honeyland (Medena zemja), regia di Tamara Kotevska e Ljubomir Stefanov

### Miglior cortometraggio documentario
- Learning to Skateboard in a Warzone (If You're a Girl), regia di Carol Dysinger e Elena Andreicheva
- In the Absence, regia di Yi Seung-jun
- Life Overtakes Me, regia di Kristine Samuelson e John Haptas
- St. Louis Superman, regia di Smriti Mundhra e Sami Khan
- Walk Run Cha-Cha, regia di Laura Nix

### Miglior cortometraggio
- The Neighbors' Window, regia di Marshall Curry
- Ikhwène, regia di Meryam Joobeur
- Nefta Football Club, regia di Yves Piat
- Saria, regia di Bryan Buckley
- Une sœur, regia di Delphine Girard

### Miglior cortometraggio d'animazione
- Hair Love, regia di Bruce W. Smith, Matthew A. Cherry e Everett Downing Jr.
- Dcera, regia di Daria Kashcheeva
- Kitbull, regia di Rosana Sullivan
- Mémorable, regia di Bruno Collet
- Sister, regia di Siqi Song

## Premi speciali

### Oscar onorario
- David Lynch[8]
- Wes Studi[8]
- Lina Wertmüller[8]

### Premio umanitario Jean Hersholt
- Geena Davis[8]